# Nova Levante
Welschnofen (Nova Levante) tiếng Ý: Nova Levante; tiếng Đức: Welschnofen; Archaic (1307): Nova) là một đô thị ở tỉnh Bolzano-Bozen trong vùng Trentino-Alto Adige/Südtirol của Ý, có vị trí cách khoảng 50 km về phía đông bắc của thành phố Trento và khoảng 15 km về phía đông nam của thành phố Bolzano. Tại thời điểm ngày 31 tháng 12 năm 2004, đô thị này có dân số 1.875 người và diện tích là 50,8 km².
Welschnofen (Nova Levante) giáp các đô thị: Karneid (Cornedo all'Isarco), Moena, Deutschnofen (Nova Ponente), Pozza di Fassa, Predazzo, Tiers (Tires), và Vigo di Fassa.